# 黄粉大叶报春
黄粉大叶报春（学名：[Primula macrophylla var. atra] 错误：{{Lang}}：文本有斜体标记（帮助））为报春花科报春花属下的一个变种。